# 觀塘瑪利諾書院

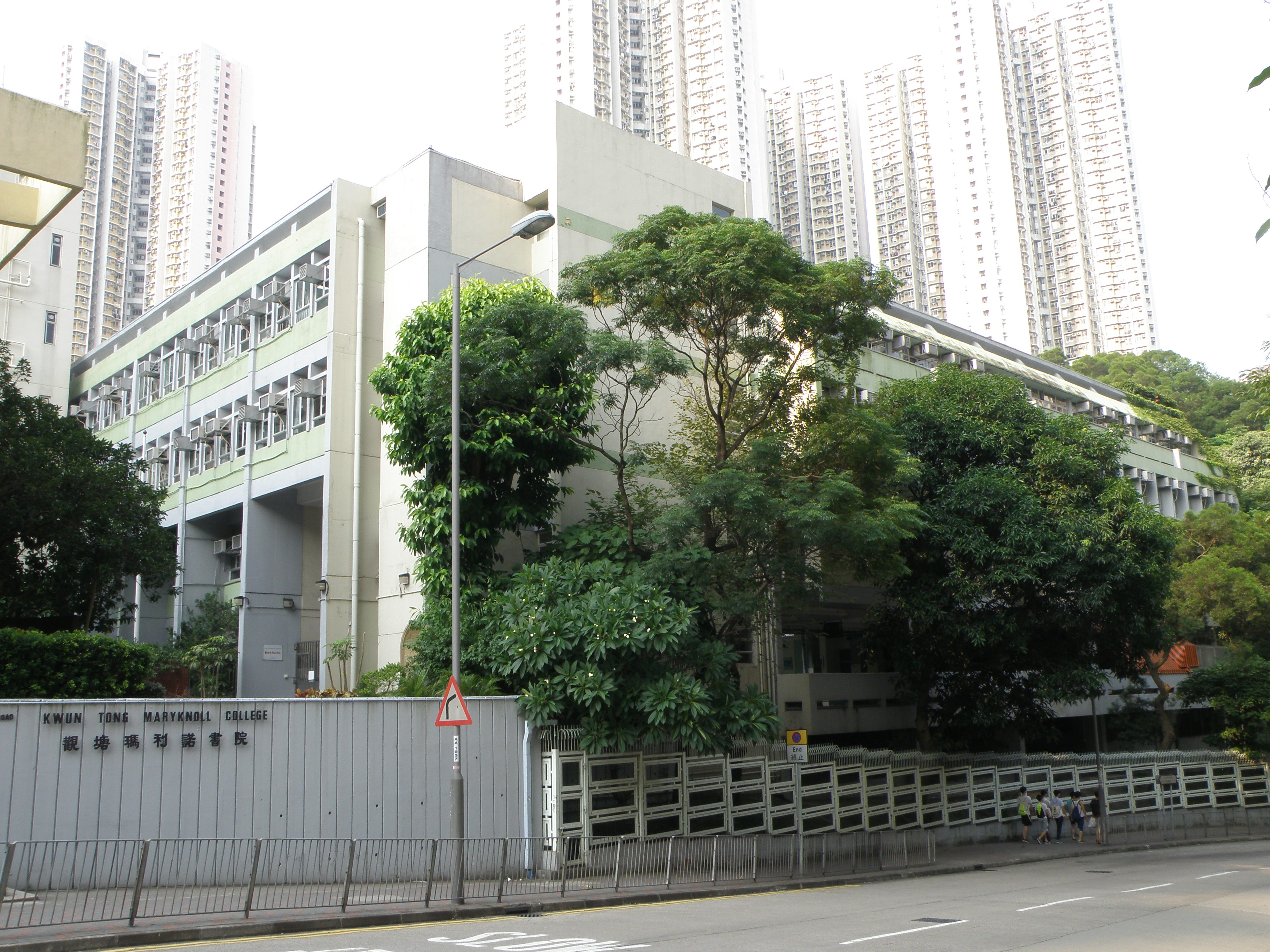
翻油前的校舍

觀塘瑪利諾書院（英語：Kwun Tong Maryknoll College；簡稱觀瑪、KTMC），是香港一所全日制男子資助津貼英文中學，屬Band 1中學。該校由瑪利諾神父教會於1971年成立，學校現由天主教香港教區管理，屬天主教香港教區學校聯會成員之一，亦是香港一所擁有五十年歷史的男生英文天主教文法學校。校舍位於九龍觀塘翠屏道100號。

## 歷史
觀塘瑪利諾書院由美國瑪利諾神父教會於1971年創立。校舍於同年動工興建，興建期間由當時位於藍田的聖言中學借予地方作為教室。受1972年的翠屏道山泥傾瀉影響，因要重新評估校舍地基安全及影響工程進度，校舍的啟用日期遭到延遲。在校舍啟用前，需借用油塘聖安當女書院校舍上課。書院校舍最終於1972年九月正式啟用。1973年，由徐誠斌主教主禮校舍奠基儀式。
隨著觀塘瑪利諾書院的發展，學校各方面的設施和運作變得完善。在學生組織方面，首屆學生代表會於1974年成立，並草擬學生會會章。1975年，首份學生會刊物《學生專訊》出版，也產生首屆中五畢業生，校友會亦同年成立。到了1976年，首屆學生會幹事會成立，並修訂學生會大選細則，確定以全校學生一人一票方式選出幹事會。1977年，首屆中七學生畢業，同年開辦觀塘瑪利諾夜中學。
高中預科班（舊制高考時代之中六及中七）曾招收女生，直至2008/09學年開始停止。

### 歷任校監[5]
- 任澤民神父（Rev. John A. Cioppa）（1971–1973）
- 江天文神父（Rev. John E. Geitner）（1973–1982）
- 江潤坤神父（Rev. Dominic Kong Yun Kwan）（1982–1987）
- 狄和詩神父（Rev. Piet Devos）（1987–1995）
- 閻德龍神父（Rev. Joseph Yim Tak Lung）（1995–1996）
- 狄和詩神父（Rev. Piet Devos）（1996–2000）
- 林銘神父（Mr. Lam Minh）（2000–2002）
- 薛衛道神父（Rev. Salvador Sanchez）（2002–2005）
- 顧嘉靈神父（Rev. Mario E. Gutierrez Carrejo MG）（2005–2009）
- 馮賜豪神父（Rev. Joseph Fung Che-ho）（2009 -）

### 歷任校長[6]
- 江天文（Rev. John E. Geitner）（1971年–1973年）
- 趙垣林（Mr. Chiu Woon Lam）（1973年–1978年）
- 陳振威（Mr. Chan Jan Wai）（1978年–1987年），轉任天主教郭得勝中學，並於1989年10月病歿
- 李培生（Mr. Li Pui Sang）（1987年–2008年）
- 龔廣培（Mr. Kung Kwong Pui）（2008年–2011年），現為天主教香港教區教育事務主教代表
- 余健華（Mr. Yee Kin Wah Joseph）（2011年–2022年）
- 冼雅琳（Ms. Sin Nga Lam Caroline） （2022年–）[7]

## 媒體

### 學校刊物
- 《Yearbook》[8][9]：學校官方校刊，本來也有學生涉獵（正好在學生會通過四權分立之時廢止此安排）[10]，記載學校當年資料。
- 《觀家報》[11]：家長教師會刊物，每年出版兩期，由老師擔任編輯。
- 《Book House》[12]：圖書館刊物。
- 《學生文集》：每年由中文科出版，收集了學生的佳作。

### 校園電視台
- 《校園電視台》[13]：2012年成立[14]
- 《觀瑪電台》：2000年代初由公民教育組人士創立，現已停播。

### 學生會出版
- 《長青》[15]：目前觀瑪學生報，學生會架構中地位最高之刊物，1985年由學生會幹事會學術推出。1992年，學生會架構新增仲議會及民選的第四權學生報編輯委員會，學生會四權分立制度確立，自此由編委會負責[16]。
- 《學生專訊》：觀瑪首份學生報，當時學生會仍未被分為幹事會和代表會，接受學生投稿。

## 公開考試佳績
在歷屆香港中學會考及香港中學文憑考試，觀塘瑪利諾書院是產生最多會考「10A狀元」及文憑試「7科5**狀元」（在甲類科目中至少3個選修科及4個核心科獲得5**成績）的學校之一。截至2024年，共有3位，其中2位會考「10A狀元」及1位文憑試「7科5**狀元」，排名全港第17。

### 香港中學會考及香港中學文憑考試狀元
- 2002年：10A状元：李奇光，於香港大學修讀內外全科醫學士。[19][20]
- 2010年：10A状元：朱志豪，於香港科技大學修讀環球商業管理學 [21][22]
- 2019年：7科5**狀元：杜焯賢，於香港大學修讀牙醫學。[23]

觀塘瑪利諾書院一直被視為觀塘區名校之一。學校分別於2002年及2010年會考出產了兩位狀元，為觀塘區內的第一位與最後一位十優狀元，歷屆不少學生亦分別於會考和高考中取得八優、九優及4A佳績。於2019年文憑試，學校出產一位七科5**狀元。
按2022年畢業同學計算，約八成同學獲本地大學取錄，其中四成半同學入讀三大本地大學（香港大學、香港中文大學及香港科技大學）。

## 學生活動及成就
觀塘瑪利諾書院旨在全人發展，在學業以外也著重學生的體藝水平。學校有14個學會、26個服務隊、10個體育校隊及11個非體育校隊。
非運動校隊︰中樂團、歌詠團、話劇組、觀鳥隊、中英文辯論隊、化學隊、奧數隊、物理隊及流行樂團。
制服隊伍︰學校暫時只有一隊制服隊伍—紅十字救傷隊，負責學校所有活動的救傷服務，並鼓勵師生捐血救人。

### 運動校隊
學校的運動校隊例如保齡球、彈網隊、泳隊均取得佳績。

#### Division 2
- 足球隊、田徑隊、籃球隊、羽毛隊、泳隊

#### Division 3
乒乓球隊、越野隊

#### 其他
- 劍擊、保齡球、雜耍隊、彈網隊[30]、跆拳道[31]

由謝金文老師於2008年成立的棒球隊更曾代表香港出賽，不時參與本地及海外如台灣、日本的棒球賽事，校方在謝老師退休後，即2016年結束棒球隊。
觀瑪亦有上述以外的活動協助學生成長，例如學校每年均會參加多元智能體育訓練計劃、JA青年創業體驗計劃實驗概念店 及傑出學生選舉等等。

## 外部連結
- 官方网站